# Stanley Cursiter

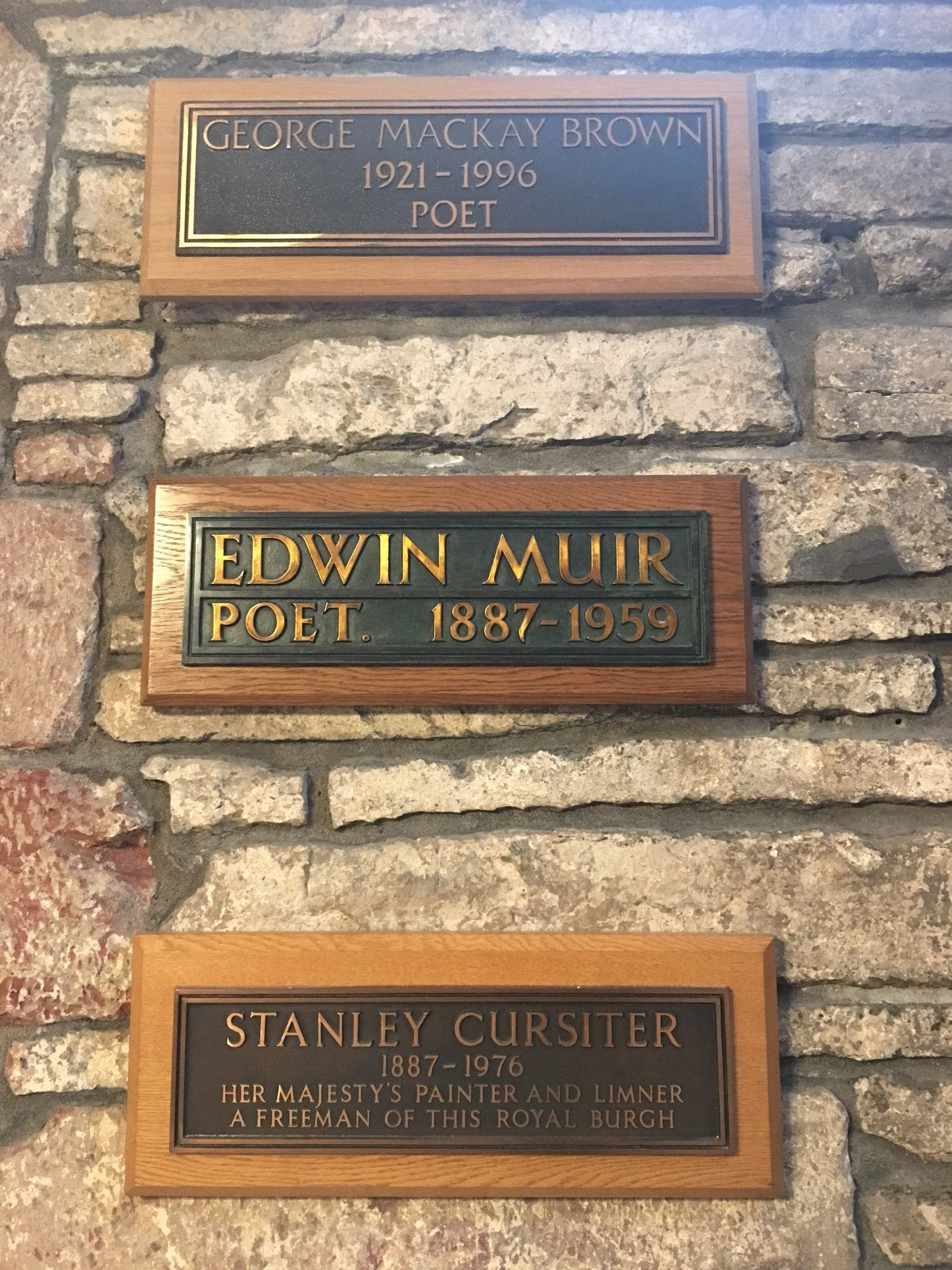
Tablica pamiątkowa poświęcona Stanleyowi Cursiterowi w Katedrze św. Magnusa w Kirkwall

Stanley Cursiter (ur. 29 kwietnia 1887 w Kirkwall, zm. 22 kwietnia 1976 w Stromness) – szkocki malarz, kurator i kartograf.

## Życiorys
Studiował w Edinburgh College of Art oraz w Royal College of Art w Londynie. Jeszcze w trakcie studiów, w 1909, został członkiem Society of Scottish Artists (SSA). Początkowo zajmował się projektowaniem mody i malarstwem. Malował akty i portrety modelek w kostiumach, które dla nich zaprojektował (Woman in White).
Podczas I wojny światowej był oficerem 1 Batalionu Strzelców Szkockich, brał udział w bitwie nad Sommą i pod Amiens. Następnie zajmował się kartografią wojskową, wprowadzając kilka istotnych innowacji. W 1919 został odznaczony wojskowym Orderem Imperium Brytyjskiego w randze Oficera (OBE).
W 1920 spędził sześć miesięcy malując w Cassis, nadmorskim miasteczku na południu Francji, gdzie stworzył serię pejzaży. W 1925–1930 był opiekunem Szkockiej Narodowej Galerii Portretów, a w latach 1930–1948 dyrektorem Szkockich Galerii Narodowych. Jako kurator odegrał kluczową rolę we wprowadzeniu do Szkocji postimpresjonizmu i futuryzmu. Był inicjatorem lobby wspierającego powstanie Scottish National Gallery of Modern Art. W 1948 został mianowany nadwornym malarzem Szkocji (HM Limner & Painter in Scotland), funkcję tę pełnił do 1976. Od 1937 członek Royal Scottish Academy (od 1937) i Royal Society of Edinburgh (od 1938). W 1948 odznaczony Komandorią Orderu Imperium Brytyjskiegow (CBE). Doktor honoris causa University of Aberdeen (1959).

## Twórczość
Estetyka Cursitera, początkowo osadzona w stylu realistycznym, ewoluowała wraz z rozwojem europejskiego modernizmu, zwłaszcza ruchów awangardowych, takich jak postimpresjonizm i futuryzm. Jednak jego futurystyczne obrazy są celowo pozbawione ideologicznych podtekstów (Sensation of Crossing the Street, 1913; The Ribbon Counter, 1913). W pejzażach, malowanych w większości na rodzimych Orkadach, dominuje postimpresjonistyczna forma przestrzeni morza, lądu i nieba, oddana głównie w błękitach i szarościach. Artysta zajmował się także malarstwem portretowym, jego formalne portrety i studia postaci są wysoko cenione (The Queen Receiving the Honours of Scotland in St Giles Cathedral, 1954; HM The Queen Mother, 1965).